# Nubeoscincus stellaris
Nubeoscincus stellaris is een hagedissensoort uit de familie van de skinken (Scincidae).

## Naam
De wetenschappelijke naam van de soort werd voor het eerst voorgesteld door Allen E. Greer, Allen Allison en Harold G. Cogger in 2005. De soortaanduiding stellaris betekent vrij vertaald 'dicht bij de sterren'.

## Verspreiding en habitat
De soort werd ontdekt in het Sterrengebergte in de provincie Sandaun (vroeger West-Sepik) in Papoea-Nieuw-Guinea, op een hoogte van 3000 tot 3200 meter boven zeeniveau.

## Beschermingsstatus
Door de internationale natuurbeschermingsorganisatie IUCN is de beschermingsstatus 'onzeker' toegewezen (Data Deficient of DD).